# Kvantna elektrodinamika
Kvantna elektrodinamika (ili kraće QED od eng. quantum electrodynamics) fizikalna je teorija koja daje relativistički kvantnomehanički opis elektromagnetizma.
U kvantnoj elektrodinamici se sve pojave u kojima sudjeluju električki nabijene čestice matematički opisuju razmjenom fotona, što se može prikazati Feynmanovim dijagramima.